# Света Богородица Олимпийска
Манастирът Света Богородица Олимпийска (на гръцки: Ιερά Μονή Παναγίας της Ολυμπιωτίσσας) е най-старият и известен манастир в района около Олимп и е един от най-големите манастири в Тесалия. Настоящата манастирска сграда е издигната в средата на XVI век, но манастирът е по-стар понеже се споменава в хрисовул на император Андроник III от 1336 г. Има косвени данни, че манастирът е съществувал през XIII век. 
До XVIII век манастирът бил посветен на Преображение Господне. Католиконът му датира от XIV век и е подобен на тези в Солун от това време. Архитектурно е куполест с четири колони с арки и ниска ограда. Най-старите оцелели стенописи датират от 1634 г. 